# Edhem Mulabdić
Edhem Mulabdić (Maglaj, 1862. december 25. – Szarajevó, 1954. január 29.) horvát és bosnyák író.

## Életpályája
Már mint házasember iratkozott be 1887-ben a szarajevói tanítóképzőbe. Ennek elvégzése után Brčkón lett tanító (1896), de már egy évvel később visszakerült Szarajevóba és itt több tanintézetnél működve, 1911-ben szarajevói tanfelügyelő, 1917-ben pedig a szarajevói muzulmán felső leányiskola igazgatója lett. 1929-ben a Délszláv Muzulmán Organizáció (a bosnyákok politikai pártja) programjával a belgrádi szkupstina tagjává választották. Mandátumát megtartotta egészen a diktatúráig. A diktatúra véget vetett pedagógiai pályájának is: mint megbízhatatlant, nyugdíjazta.
Mulabdić írt egész sereg pedagógiai cikket is, de igazi jelentősége mint szerkesztőnek és mint regény- és novellaírónak van. Első rajzai Mehmed Kapetanović bég Bosnjak című muzulmán jellegű folyóiratában jelentek meg. Később a bosnyák kormány által kiadott Nada  c. szépirodalmi és ismeretközlő folyóirat munkatársa volt. 1900-ban a bosnyák irodalom atyjával, Safvet Bašagić béggel és Osman Nuri Hadžić-csal megindította a Behart, az első irodalmi nívón álló bosnyák nyelvű folyóiratot. A következő évtől öt éven át egyedül szerkesztette a Behart. Az ő érdeme a folyóirat felvirágoztatása. 1907 után alig foglalkozott szépirodalommal, de mikor 1927-ben, a háború kitörése után felújult hajdani folyóirata, ismét írt néhány novellát.
Legjelesebb regényét (Zeleno busenje, 1898) és egy novelláskötetét (Na obali Bosne, 1900) a zágrábi Matica Hrvatska adta ki. Nagy feltűnést keltettek a horvát irodalomban. Egy új, ismeretlen világ tárult fel az olvasók előtt, a bosnyákok családi és társadalmi életének híven megrajzolt képe. 
1931-ben ünnepelték írói működésének negyvenéves évfordulóját. A szarajevói Novi Behar, a muzulmánok tudományos és szépirodalmi folyóirata, külön számot adott ki az ünnepelt író tiszteletére.

## Forrás
- Magyarság. adt.arcanum.com, 1931. május 24. (Hozzáférés: 2023. június 19.)